# ياسمين الخيام
ياسمين الخيام (18 أغسطس 1946 -)، هي مطربة مصرية معتزلة، ابنة المقرئ المصري الشهير الراحل محمود خليل الحصري، اسمها الحقيقي إفراج. وقد نشأت مختلفة عن أولاده في التوجهات الدينية.

## الاتجاه للفن
عند توجهها للفن، لاقت اعتراضاً شديداً من والدها الذي كان شيخاً لقراء القرآن في مصر، ويعتبر من أكبر شيوخ التجويد والتلاوة الذين اشتهروا خلال النّصف الثّاني من القرن الماضي.
بتشجيعٍ من زوجها احترفت الغناء حيث لحّن لها الكثير مثل محمد عبد الوهاب الذي اكتشفها ورياض السنباطي ولمع نجمها بعد وفاة أم كلثوم. واختار لها الدكتور رشاد رشدي رئيس أكاديمية الفنون اسماً جديداً هو ياسمين الخيام. وحضَرَ لها الكثير مثل أنور السادات، والذي قامت زوجته جيهان السادات بدعمها انتقاماً من أم كلثوم التي خاطبت السادات قائلةً «كيف حالك يا أبو الأنوار»[بحاجة لمصدر].
من أغانيها «المصريين أهمه» ألحان الموسيقار جمال سلامة، «محمد رسول الله» ألحان الموسيقار جمال سلامة أيضاً. تألّقت في غناء الأغاني الوطنية والدينية حيث غنّت الأغنية الرائعة «طالعين على أرض الفيروز».

## الاعتزال
في عام 1990 اعتزلت ياسمين الخيام وارتدت الحجاب وهي الآن ترأس جمعية الحصري التي أسسها أبناؤه، ويعزى لها أنها لعبت دوراً كبيراً في اعتزال كثير من الفنانات المصريات وارتدائهن الحجاب.
وقامت أيضا بافتتاح مسجد الحصري في مدينة السادس من أكتوبر بالقاهرة على اسم والدها، ويأتي إليه الكثير من الدعاة لإلقاء محاضراتهم الدينية، وملحق بالمسجد مجمع كامل للخدمات الاجتماعية.